# Banca etica
Una banca etica è un istituto bancario che opera sul mercato finanziario con criteri legati all'etica.

## Obiettivi
Una banca etica fornisce alla propria clientela i normali servizi bancari muovendosi, però, nell'ambito di particolari criteri, definiti nello specifico dagli stessi istituti, nella selezione degli investimenti sui quali concentrare il risparmio raccolto; inoltre, al pari delle cosiddette banche dei poveri, le banche etiche operano spesso anche nell'ambito del microcredito, fornendo alla clientela particolarmente disagiata, cioè in condizioni di difficoltà nell'usufruire dei canali finanziari tradizionali, prestiti di importo anche molto basso e a interesse relativamente basso.
Un altro obiettivo delle banche etiche è quello di garantire ai clienti trasparenza sugli investimenti che verranno effettuati e sulla gestione del risparmio, in particolare:
- escludendo gli impieghi del denaro in settori che, anche se maggiormente remunerativi, non sono considerati etici (ad esempio i fondi di investimento che comprendono azioni di aziende implicate in produzione o compravendita di armamenti, o aziende inquinanti): uno degli strumenti utilizzati per la selezione degli investimenti è la selezione etica (dall'inglese "ethical screening"), cioè la pratica di includere o escludere determinati investimenti dal portafoglio selezionabile dai clienti sulla base di giudizi etici;
- fornendo direttamente al cliente la possibilità di scegliere i settori di impiego del risparmio (ad esempio nel settore socio-educativo, o di tutela del territorio).

## Obblighi
Tra gli obblighi di una banca etica vi sono i seguenti:
- eticità degli impieghi finanziari: le somme raccolte vengono impiegate solo per finanziare iniziative di carattere etico e i depositanti possono scegliere il settore a cui destinare il proprio risparmio;
- autodeterminazione del tasso: il cliente può scegliere il tasso di interesse praticato sul suo deposito tra un importo minimo e uno massimo;
- nominatività del rapporto: il risparmiatore è sempre identificato e non esistono forme di deposito al portatore;
- trasparenza: i risparmiatori devono essere informati sull'impiego dei fondi.

## Storia
Attualmente questa tipologia di mercato è in pieno sviluppo, ed anche alcune banche di tipo tradizionale offrono investimenti in fondi definiti etici, anche se manca una definizione univoca di quali criteri possano definire se un investimento è etico. Si va da criteri minimalisti, per esempio la scelta di non investire in aziende che producano armi, a criteri più rigidi basati su un'attenta selezione di tutti i comportamenti delle aziende interessate, dal rispetto dei diritti dei lavoratori, al rispetto delle norme in materia di tutela dell'ambiente.

### In Europa
In Europa, dagli anni settanta del secolo scorso, sono nate diverse banche che si conformano ai criteri di eticità, svolgendo operazioni di piccolo finanziamento, il cosiddetto "microcredito", anche nei Paesi in via di sviluppo, o promuovendo il finanziamento di strutture di commercio di prodotti alimentari e di piccolo artigianato verso i Paesi maggiormente sviluppati, attraverso canali commerciali paralleli alla normale distribuzione.

### In Italia
In Italia lo sviluppo di un sistema bancario di questo tipo è passato attraverso i gruppi di Mutua Autogestione (MAG), tuttora presenti, che hanno contribuito sia allo sviluppo del microcredito, sia alla nascita di punti vendita per il commercio di prodotti provenienti dal terzo mondo e da cooperative sociali. A partire dagli anni novanta operano anche in Italia alcune banche etiche; la più grande e diffusa su tutto il territorio nazionale è Banca Popolare Etica, nata nel 1999 per iniziativa di alcune organizzazioni del terzo settore italiane (ACLI, ARCI, AGESCI tra le maggiori): la banca si caratterizza per offrire ai risparmiatori tutti i comuni servizi bancari in condizioni di trasparenza e dal fatto che, oltre ai privati cittadini, possono accedere ai finanziamenti della stessa solo le organizzazioni del terzo settore, le ONG o altre società la cui attività abbiano un evidente valore sociale o ambientale.